# Platymya confusionis
Platymya confusionis là một loài ruồi trong họ Tachinidae.